# Drosophila onychophora
Drosophila onychophora este o specie de muște din genul Drosophila, familia Drosophilidae, descrisă de Oswald Duda în anul 1927. Conform Catalogue of Life specia Drosophila onychophora nu are subspecii cunoscute.